# Ulrike Schüchler
Ulrike Schüchler (* 1962 in Flensburg) ist eine deutsche Multimediakünstlerin, die für ihre Raum- und Klanginstallationen fremde, ungewohnte oder unwirtliche Bedingungen erkundet und ihre Eindrücke zu audio-visuellen Momentaufnahmen verdichtet.

## Leben
Ulrike Schüchler studierte bis 1991 Freie Kunst/Grafik an der Muthesius Kunsthochschule in Kiel. Nach ihrem Abschluss lag ihr künstlerischer Schwerpunkt auf experimentellem Video und Performance. Ihre Videoproduktionen wurden auf nationalen und internationalen Filmfestivals gezeigt, u. a. im Rahmen des Deutschen Videokunstpreises/ ZKM und auf den nordischen Filmtagen.

Schwerpunkt ihrer künstlerischen Arbeit ist eine Gegenüberstellung von elementaren, performativen Körpererfahrungen und hochentwickelten innovativen Technologien. Sie spürt in ihren Installationen dem Fremden nach, spielt mit ihrer eigenen Neugierde und der Lust auf andere Perspektiven. „Teilnehmendes Beobachten“ nennt sie ihre Vorgehensweise, eine Forschungsmethode, die eher in den Sozialwissenschaften angesiedelt ist als in der Kunst. Sie begibt sich in fremdes Terrain, um Unbekanntes zu erleben: das kann das Einprägen ungewohnter Bewegungsabläufe sein, das Erkunden fremder Orte oder, wie zuletzt bei der Ausbildung zur Falknerin für die Installation Rotsehen, das Erlernen vollkommen neuer Fertigkeiten. Die Video- und Klanginstallationen geben facettenreiche und poetische Einblicke von ihren Reisen in das Fremde jenseits der gewohnten Alltagswelt. Sie verführen, entführen, schrecken ab, entwickeln ein expressives Eigenleben zwischen Vertrautem und der Faszination am Unbekannten.

Seit 2008 werden ihre Rauminstallationen auf nationalen und internationalen Ausstellungen für zeitgenössische Künste präsentiert. Für die Installation Wasserschöpferin erhielt sie im Jahr 2011 den Preis der Jury von der Ostrale und im Jahr 2012 den 2. ORNÖ-Kunstpreis aus Dresden, für die Installation Rotsehen erhielt sie den Deutschen Installationskunstpreis, Kategorie Publikumspreis 2017.

Ulrike Schüchler ist verheiratet und hat drei Kinder. Sie lebt und arbeitet in Hamburg.

## Auszeichnungen
| Deutscher Installationskunstpreis 2017, Publikumspreis |
| 2. ProPreum Kunstpreis 2012                            |
| Jurypreisträgerin der Ostrale 2011                     |

## Internationale Ausstellungen (Auswahl)
| 2018 |  | International Media Art Festival, Ulaanbaatar, Mongolei                                                           |
|      |  | 20. NORDART Rendsburg                                                                                             |
|      |  | PREISTRÄGERAUSSTELLUNG Gera                                                                                       |
| 2017 |  | PREISTRÄGERAUSSTELLUNG Gera                                                                                       |
|      |  | SCHLOSS OSTERSTEIN Gera                                                                                           |
|      |  | POZNAŃ Polen, in Kooperation mit der OSTRALE                                                                      |
| 2015 |  | TAFEL DER BEGEGNUNG – Kunstaktionen vor Notunterkünften für Flüchtlinge, gefördert von der BürgerStiftung Hamburg |
| 2014 |  | blog-kunst: das_AMEIZON_project / www.ameizon.de                                                                  |
|      |  | GEDOK-kunstforum-Hamburg, gefördert von der Kulturbehörde (Hamburg)                                               |
| 2013 |  | GERA Höhler Biennale                                                                                              |
|      |  | Blaue Nacht in der Ehrenhalle Rathaus Nürnberg, gefördert von der Stadt Nürnberg                                  |
| 2012 |  | DRESDEN BIENNALE – 2.ORNÖ-Kunstpreis – Wasserwerk Saloppe                                                         |
|      |  | STUTTGARTER FILMWINTER – internationaler Wettbewerb, gefördert von der Kulturbehörde Hamburg                      |
| 2011 |  | OSTRALE – Internationale Ausstellung für zeitgenössische Künste, Dresden                                          |
|      |  | Frauenmuseum Bonn, GEDOK                                                                                          |
| 2010 |  | OSTRALE – Internationale Ausstellung für zeitgenössische Künste, Dresden                                          |
|      |  | OUT OF OSTRALE, Galeria Szyb Wilson, Katowice                                                                     |
|      |  | OUT OF OSTRALE, Alter Schlachthof, Eupen                                                                          |
|      |  | NordArt, Rendsburg                                                                                                |
| 2009 |  | OSTRALE – Internationale Ausstellung für zeitgenössische Künste, Dresden                                          |
|      |  | NordArt, Rendsburg                                                                                                |
| 2008 |  | WALKMÜHLE, Wiesbaden                                                                                              |